# Chiesa di San Barnaba (Parma)
La chiesa di San Barnaba era un luogo di culto cattolico dalle forme romaniche, parzialmente distrutto in seguito alla soppressione napoleonica del 1807; ne sopravvivono la facciata e il lato destro, visibili in via Ireneo Affò a Parma, nell'omonima provincia.

## Storia

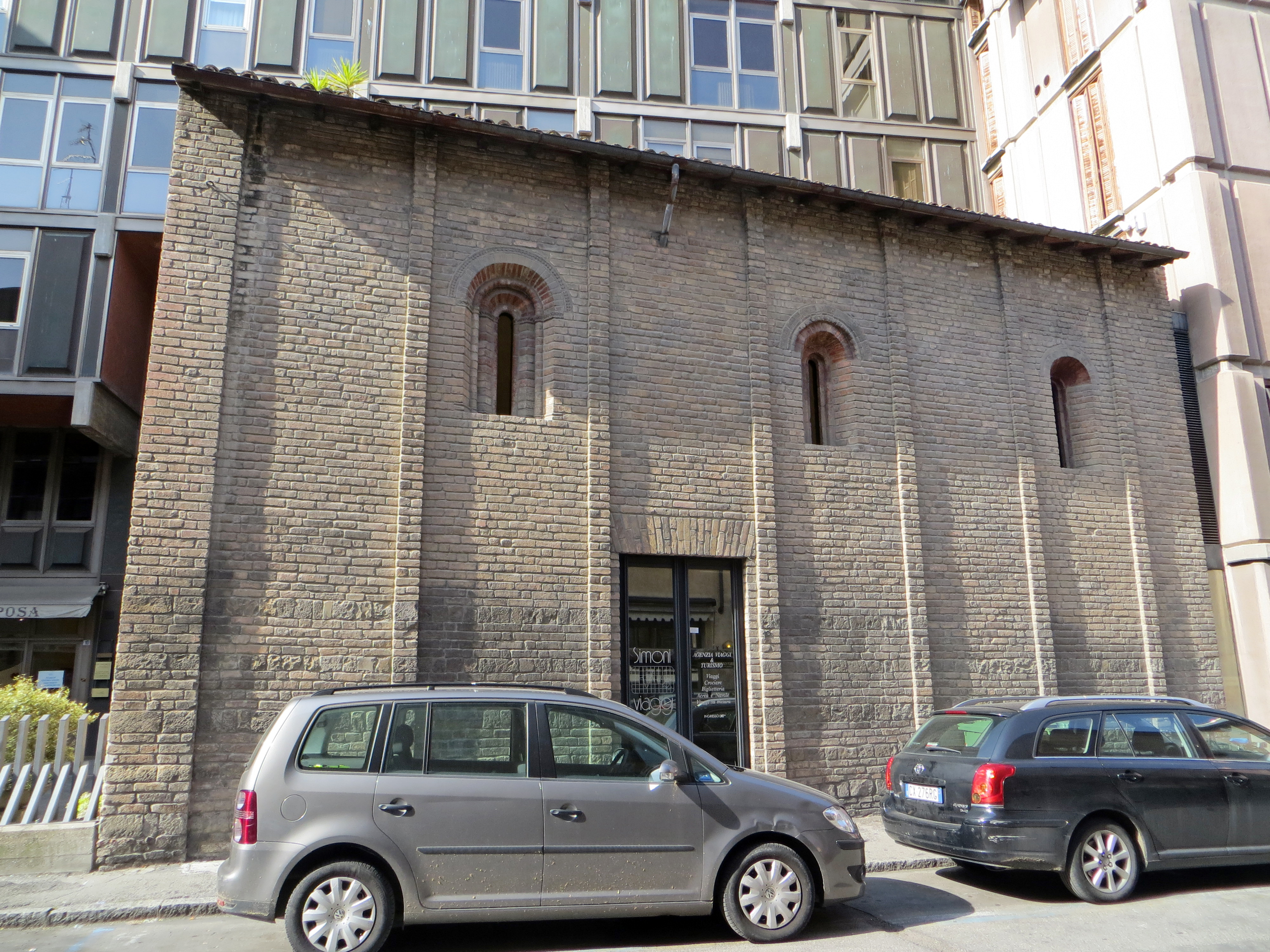
Lato sud

La tradizione ne fa risalire la fondazione a Cunegonda, vedova del re d'Italia Bernardo, ma è attestata per la prima volta solo nel 1087, quando è ricordata in una bolla di papa Gregorio VII alle benedettine di San Paolo.
La chiesa diede per secoli il nome alla porta settentrionale e alla strada centrale della città, l'attuale strada Garibaldi.
L'edificio fu rifatto nel 1647 dal rettore Aurelio Bottoni: la chiesa fu soppressa dal governo francese il 4 luglio 1807 e la parrocchia fu unita a quella della Santissima Trinità, che ne ereditò anche alcuni dipinti e arredi.
Della chiesa restano la facciata e una parete laterale, inglobati in edifici civili.